# PIL P-Klasse
Die ULCS-Containerschiffe der P-Klasse werden in Langzeitchartern von der singapurischen Reederei Pacific International Lines (PIL) eingesetzt.

## Geschichte
Die zwölf Einheiten umfassende Baureihe wurde 2015 bei der Yangzijiang Shipbuilding Group in China in Auftrag gegeben. Die Baureihe entstanden beim chinesischen Schiffbauunternehmen Jiangsu Yangzi Xinfu Shipbuilding. Im Oktober 2017 wurde mit der PIL Pahlawan das erste der Schiffe abgeliefert. Die einzelnen auf Einschiffsgesellschaften eingetragenen Schiffe werden in Langzeitchartern an PIL vermietet und im Liniendienst eingesetzt.
2020 musste PIL aufgrund von finanziellen Schwierigkeiten einige der Schiffe an Wan Hai Lines und die Seaspan Corporation abgeben und diese zum Teil zurückchartern.

## Technik
Schiffbaulich sind die bei ClassNK klassifizierten Schiffe wie die Mehrzahl der schon in Betrieb befindlichen ULCS-Baureihen ausgelegt. Das Deckshaus ist etwa am Ende des vorderen Schiffsdrittels angeordnet, was einen verbesserten Sichtstrahl und somit eine höhere vordere Decksbeladung ermöglicht, während Schornstein und Maschinenanlage im hinteren Drittel liegen. Vor dem Deckshaus sind sechs 40-Fuß-Bays, dahinter zehn Bays und hinter dem Maschinenaufbau vier weitere Bays angeordnet. Die Bunkertanks sind unterhalb des Aufbaus angeordnet; sie erfüllen die einschlägigen MARPOL-Vorschriften. Die Laderäume der Schiffe werden mit Pontonlukendeckeln verschlossen. Die maximale Containerkapazität wird mit 11.923 TEU angegeben. Weiterhin sind 1400 Anschlüsse für Integral-Kühlcontainer vorhanden.
Der Antrieb der Schiffe besteht jeweils aus einem Zweitakt-Dieselmotor des Typs MAN-B&W 10S90ME-C, der auf einen einzelnen Festpropeller wirkt. Die An- und Ablegemanöver werden durch ein Bugstrahlruder unterstützt.

## Die Schiffe
| PIL P-Klasse   | PIL P-Klasse | PIL P-Klasse | PIL P-Klasse      | PIL P-Klasse                                                                     |
| Bauname        | Bau- nummer  | IMO- Nummer  | Ablieferung       | Umbenennungen und Verbleib                                                       |
| -------------- | ------------ | ------------ | ----------------- | -------------------------------------------------------------------------------- |
| PIL Pahlawan   | YZJ2015-1208 | 9786712      | 27. Oktober 2017  | so in Fahrt                                                                      |
| PIL Panjang    | YZJ2015-1209 | 9786724      | 1. November 2017  | 2020 Paranagua Express, so in Fahrt                                              |
| PIL Pekarang   | YZJ2015-1210 | 9786736      | 23. November 2017 | 2020 Seaspan Osprey, so in Fahrt                                                 |
| PIL Pelangi    | YZJ2015-1211 | 9786748      | 9. Januar 2018    | so in Fahrt                                                                      |
| PIL Pemimpin   | YZJ2015-1212 | 9793894      | 27. März 2018     | 2021 Buenos Aires Express , 2022 Salvador Express, so in Fahrt                   |
| PIL Perabu     | YZJ2015-1213 | 9793909      | 3. April 2018     | 2020 Seaspan Falcon, so in Fahrt                                                 |
| PIL Perdana    | YZJ2015-1214 | 9793911      | 10. April 2018    | 2020 Seaspan Raptor, so in Fahrt                                                 |
| PIL Perkasa    | YZJ2015-1215 | 9793923      | 17. April 2018    | 2020 Seaspan Harrier, so in Fahrt                                                |
| PIL Perwira    | YZJ2015-1230 | 9793935      | 16. Oktober 2018  | 2019 Wan Hai 805, 2020 Montevideo Express, 2022 Navegantes Express , so in Fahrt |
| PIL Petani     | YZJ2015-1231 | 9793947      | 5. November 2018  | 2021 MSC Siya B , so in Fahrt                                                    |
| PIL Puri       | YZJ2015-1232 | 9793959      | 9. Januar 2019    | so in Fahrt                                                                      |
| PIL Pusaka     | YZJ2015-1233 | 9793961      | 12. März 2019     | so in Fahrt                                                                      |
| Daten: Equasis |              |              |                   |                                                                                  |